# 四铢
四铢是一种中国古代铜币。开始铸于汉文帝五年（公元前175年）。币面文字为「半两」，实际重四铢，故名。汉武帝建元元年（公元前140年）改用三铢钱。南朝宋的四铢，铸于文帝元嘉七年（公元430年），币面有「四铢」二字；武帝孝建元年（公元454年）续铸四铢，背面加「孝建」二字，俗称「孝建四铢」。